# Podogryllus unicolor
Podogryllus unicolor är en insektsart som först beskrevs av Lucien Chopard 1954.  Podogryllus unicolor ingår i släktet Podogryllus och familjen syrsor. Inga underarter finns listade i Catalogue of Life.